# Andrei Michailowitsch Antropow

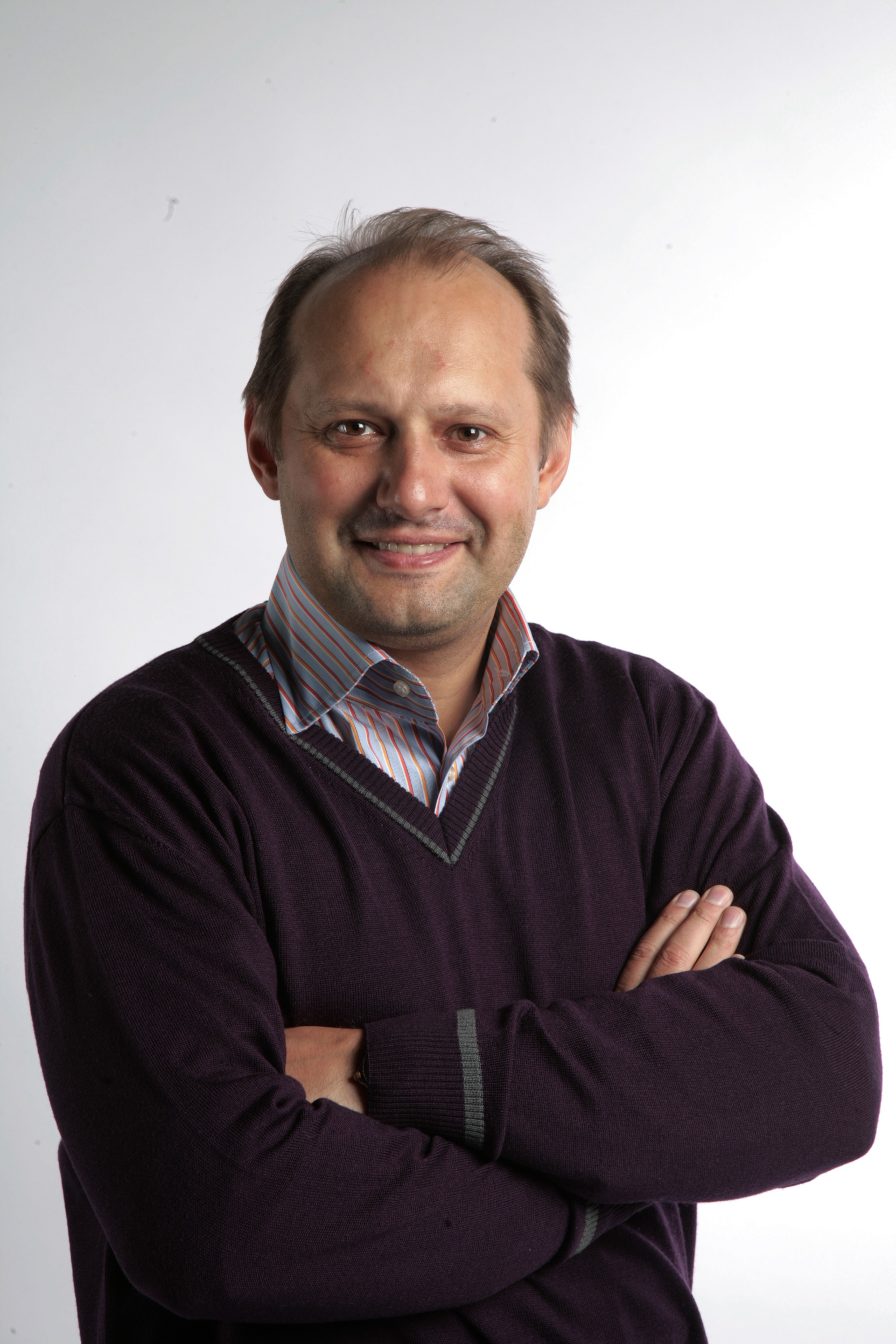
Andrei Antropow

Andrei Michailowitsch Antropow (russisch Андрей Михайлович Антропов; englisch Andrey Antropov; * 21. Mai 1967 in Omsk, Russische SFSR, Sowjetunion) ist ein ehemaliger sowjetischer und russischer Badmintonspieler.

## Karriere
Andrei Antropow war einer der ersten sowjetischen Badmintonspieler, der in großem Stile international auf sich aufmerksam machte. So gewann er bereits 1986 die Austrian International und wurde 1988 Dritter bei der Europameisterschaft. Für Russland wurde er bei Olympia 1992 Neunter im Herreneinzel und bei Olympia 1996 Fünfter im Herrendoppel sowie 17. im Einzel. 1993 gewann er die Portugal International.